# Рони (футболист, 1995)
Рониэ́лсон да Си́лва Барбо́за (порт.-браз. Ronielson da Silva Barbosa; род. 11 мая 1995, Магальяйнс-Барата, штат Пара), более известный как Ро́ни (порт.-браз. Rony) — бразильский футболист, нападающий клуба «Палмейрас» и сборной Бразилии.

## Биография
Рони — воспитанник клуба «Ремо», в основном составе которого дебютировал в 2014 году. На тот момент команда выступала в Серии D чемпионата Бразилии. В 2015 году сыграл за родную команду в пяти матчах (забив два гола) Кубка Верди и в двух играх Кубка Бразилии, а в апреле был приобретён «Крузейро». За основной состав одного из сильнейших клубов Бразилии Рони так и не сыграл, выступая только за молодёжную команду (в возрасте до 20 лет).
Нападающий был отдан в аренду в «Наутико» для того, чтобы получить больше практики. В 2016 году провёл за команду из Ресифи 49 матчей и забил 14 голов, в том числе 35 матчей в Серии B, в которых отличился 11 голами. В январе 2017 года перешёл в японский клуб «Альбирекс Ниигата».
До конца 2017 года Рони был игроком основного состава японского клуба, сыграв в Джей-лиге 32 матча и забив семь голов. Однако затем у бразильца возникли споры относительно условий контракта. В мае 2018 года Рони объявил о разрыве контрактных обязательств с «Альбирекс Ниигатой». В июле было объявлено о переходе нападающего в «Атлетико Паранаэнсе». Однако ему пришлось ждать около двух месяцев для урегулирования спора с «Ниигатой» и получения разрешения ФИФА на переход в клуб из Куритибы. Это разрешение было получено 31 августа.
В команде Тиаго Нунеса Рони стал своеобразным «12-м игроком», способным усилить игру в атаке после выхода на замену. Он сыграл в восьми матчах розыгрыша Южноамериканского кубка 2018, который в итоге выиграл «Атлетико Паранаэнсе». Отметился забитым голом в ворота «Флуминенсе» на 78-й минуте первой полуфинальной игры, выйдя на замену на 70-й минуте. В финальных играх против «Хуниора» Рони, по традиции, дважды выходил на замену — вместо Пабло Фелипе в Барранкилье и вместо Марсело Сирино в Куритибе.
В 2019 году помог своей команде стать чемпионом штата и завоевать Кубок Бразилии. С 2020 года Рони выступает за «Палмейрас». В розыгрыше Кубка Либертадорес 2020 сыграл в 11 матчах и забил пять голов. В финале против «Сантоса» Рони отдал результативную передачу Брено Лопесу, и этот гол в итоге стал победным. В Кубке Либертадрес 2021, который вновь выиграл «Палмейрас», Рони в 10 матчах забил шесть голов.
Футбольные аналитики отмечают скоростные качества Рони. Любимой позицией на поле для него является правый фланг атаки.

## Достижения
- Чемпион штата Сан-Паулу (1): 2020
- Чемпион штата Парана (1): 2019
- Чемпион Кубка Бразилии (2): 2019, 2020
- Обладатель Южноамериканского кубка (1): 2018
- Обладатель Кубка Либертадорес (2): 2020, 2021